# Ashley Walden
Ashley Walden, geborene Ashley Hayden (* 5. November 1981 in Framingham, Massachusetts) ist eine ehemalige US-amerikanische Rennrodlerin.
Ashley Walden ist mit dem schwedischen Rennrodler Bengt Walden verheiratet. 2000 wurde sie nordamerikanische Meisterin, 2001 und 2002 gewann sie Bronze. 2001 nahm sie erstmals an Rennrodel-Weltmeisterschaften teil und belegte den zehnten Platz. 2004 wurde sie in Nagano Sechste, 2005 in Park City Vierte sowie 2007 in Igls Neunte. Mit dem Team gewann sie 2004 und 2005 die Silbermedaille. 2002 nahm Hayden an den Olympischen Spielen von Salt Lake City teil und wurde Achte. Ihr bestes Ergebnis im Rennrodel-Weltcup war ein dritter Platz im Januar 2005 in Winterberg, beste Platzierung im Gesamtweltcup ein sechster Rang in der Saison 2006/07. 2007 wurde sie erstmals US-Meisterin. Im Dezember 2011 erklärte sie ihren Rücktritt vom Rennrodelsport.